# Alieu Njie
Alieu Eybi Njie, né le 14 mai 2005 à Borlänge, est un footballeur suédois qui évolue au poste d'ailier gauche au Torino FC.

## Biographie

### Carrière en club
Alieu Njie rejoint l'académie du Torino en 2021 après avoir passé son enfance et adolescence au Forssa BK, club de sa ville natale, Borlänge. Il signe son premier contrat professionnel avec le club en 2023,.
Au cours de la pré-saison 2024-2025 des turinois, Njie est progressivement intégré à l'équipe première, dirigée par Paolo Vanoli. Le 20 septembre 2024, il fait ses débuts parmi professionnels, entrant en cours de jeu à la place de Samuele Ricci à la 92e minute d'un match de Série A remporté 3 buts à 2 face au Hellas Vérone. Le 25 octobre suivant, il offre la victoire à son équipe en marquant face à Côme son premier but avec les pros, le seul du match,.

### Carrière internationale
Njie est internationale suédois avec les moins de 19 ans et moins de 20 ans. Il est également éligible pour représenter la Gambie, pays d'origine de ses parents, au niveau international.
En novembre 2024, il est appelé pour la première fois avec l'équipe de Suède espoirs pour deux matchs amicaux face à l'Irlande,. Il doit cependant se retirer du groupe quelques jours plus tard à cause d'une blessure.

## Statistiques

### En club
| Saison                | Club                  | Championnat           | Championnat | Championnat | Championnat | Coupe(s) nationale(s) | Coupe(s) nationale(s) | Coupe(s) nationale(s) | Total | Total | Total |
| Saison                | Club                  | Division              | M.          | B.          | P.d.        | M.                    | B.                    | P.d.                  | M.    | B.    | P.d.  |
| 2024-2025             | Torino FC             | Série A               | 16          | 1           | 0           | 1                     | 0                     | 0                     | 17    | 1     | 0     |
| Total sur la carrière | Total sur la carrière | Total sur la carrière | 16          | 1           | 0           | 1                     | 0                     | 0                     | 17    | 1     | 0     |